# Worksop Manor

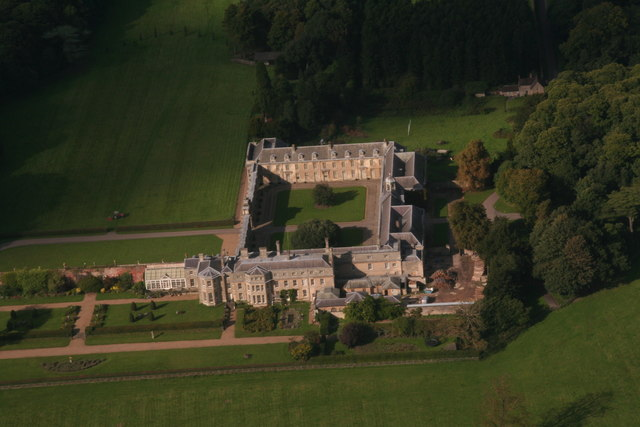
La casa, vista desde el aire, en 2017

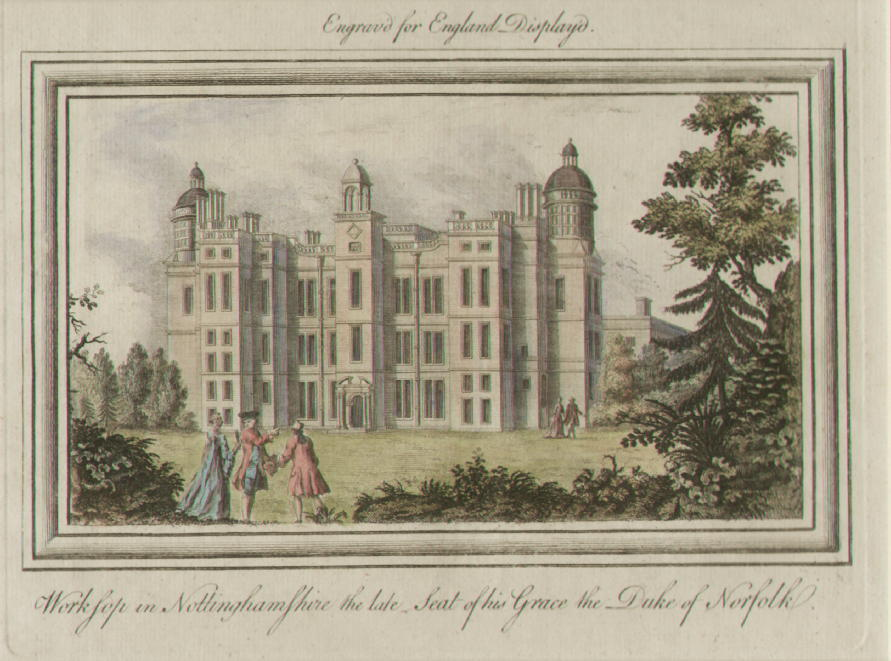
The Smythson Worksop Manor, probablemente publicado poco después de que se incendiara en 1761

Worksop Manor es una casa de campo del siglo XVIII catalogada como de Grado I y situada en Bassetlaw (Nottinghamshire). Se encuentra en una de las cuatro fincas contiguas que conforman los llamados The Dukeries. Tradicionalmente, el Señor de la mansión de Worksop puede ayudar al monarca británico en su coronación, proporcionándole un guante y colocándolo en la mano derecha del monarca y sosteniendo su brazo derecho. Worksop Manor fue la sede de los antiguos Señores de Worksop.
La finca fue una importante casa de campo inglesa de las familias Talbot y Howard entre la década de 1580 y su destrucción por un incendio en 1761; una reconstrucción aún mayor solo se completó parcialmente, y después de 1777 se descuidó y se desmanteló en gran parte en la década de 1830.
El edificio tal como es ahora, muy reducido y reconstruido pero aún muy grande, es en su mayoría de los siglos XVIII y XIX. Tiene dos y tres plantas de sillería con cubiertas de pizarra a cuatro aguas, formando un cuadrángulo de aproximadamente 25 tramos de ancho por 14 tramos de fondo.

## Historia

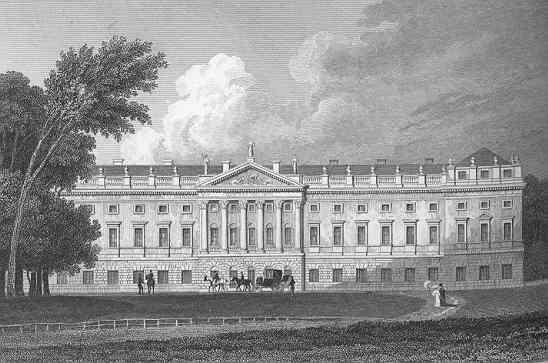
La casa de James Paine, principios del.

La familia Talbot había sido propietaria de Worksop Manor desde el siglo XIV. Su casa solariega fue durante algún tiempo en 1568 la prisión de María, la reina de Escocia.
En la década de 1580 se construyó una nueva casa en el sitio para el muy rico George Talbot, sexto conde de Shrewsbury, probablemente diseñada por Robert Smythson. Fue un ejemplo destacado de casa prodigiosa isabelina. Al mismo tiempo, Smythson también diseñó el Worksop Manor Lodge asociado, que sobrevivió en su forma sustancialmente original hasta 2007, cuando se quemó y actualmente se está restaurando. La casa de campo, ocupada por Roger Portington, guardián de los parques de Worksop, se comparó con la villa de los Medici en Pratolino.
Jacobo VI de Escocia se alojó en la casa principal en 1603, en su camino hacia el sur para tomar el trono de Inglaterra. Ana de Dinamarca también la visitó en junio de 1603, mientras viajaba desde la casa de Edward Rye en Doncaster, y el 19 de junio celebró una reunión de cortes en Worksop, con ocasión del cumpleaños del rey, el 19 de junio. Le entregó a William Cecil, el joven hijo de Sir Robert Cecil, una joya y se la ató a la oreja, y bailó con la princesa Isabel de 7 años. Ana de Dinamarca encontró tiempo para escribir una carta en alemán a su hermano Christian IV desde Worksop, firmando "im Pallast das Graffn von Schrosbery". Su gran multitud de seguidores estaba desordenada, y el duque de Lennox y los condes de Shrewsbury y Cumberland hicieron una proclamación en Worksop en la que se pedía a sus seguidores que dejasen de lado cualquier disputa privada y que los parásitos sin papeles se marchasen.
En julio de 1604, el príncipe Carlos se alojó en Worksop cuando viajaba desde Escocia. Lo acompañó el doctor Henry Atkins, quien describió que se organizaron para la ocasión cuatro días de música y se inició al joven duque de York en la caza, para lo cual se llevaron ciervos fueron cerca de la casa.
La casa fue muy admirada, especialmente por su larga galería en el último piso, donde una chimenea tenía la fecha de "1585". En 1607 hubo rumores de la grandeza de una mansión que George Home, primer conde de Dunbar, estaba construyendo en las ruinas del castillo de Berwick. George Chaworth le escribió a Gilbert Talbot, séptimo conde de Shrewsbury, diciendo que había escuchado que la larga galería en Berwick haría que la construida por su padre en Worksop pareciera una buhardilla o un ático.
A finales del siglo XVII pasó por vía matrimonial al duque de Norfolk, en cuya familia permanecería hasta 1840. En 1701, el octavo duque de Norfolk duplicó el tamaño de la casa, construyó establos y dispuso amplios jardines. El noveno duque también mejoró aún más los jardines. Mary Howard, duquesa de Norfolk, hizo renovar la casa, pero se quemó en 1761.

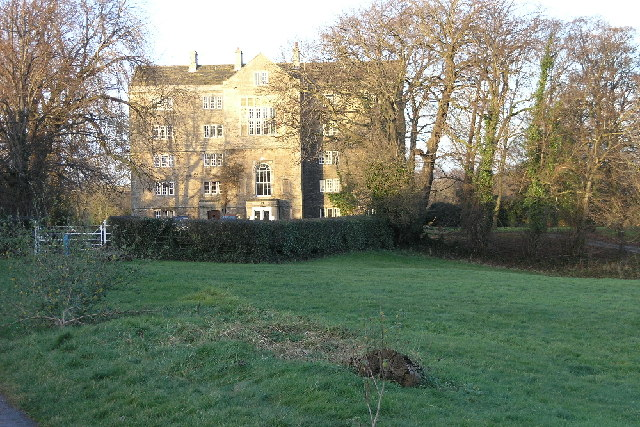
Casa de campo Worksop

Más tarde ese mismo año, James Paine recibió el encargo de construir un reemplazo para la mansión isabelina incendiada. Proyectó una mansión aproximadamente cuadrada, con un gran salón en el patio central que habría sido una de las mayores casas jamás construidas en Inglaterra, si se hubiera completado. Sólo se había terminado un ala cuando se detuvo el trabajo en la casa en 1767, pero incluso esto alcanzó una escala palaciega. A la muerte del noveno duque en 1777, la propiedad pasó a un primo lejano de 57 años que vivía en Surrey. Ni él ni sus sucesores inmediatos vivieron en Worksop y se descuidó. El duodécimo duque se lo dio a su hijo, el conde de Surrey, en 1815.
En 1838, el conde de Surrey la vendió al duque de Newcastle, del cercano Clumber Park, por 375 000 libras esterlinas, quien despojó sin piedad la casa. Demolió el ala principal de la casa con pólvora, habiendo vendido el techo de plomo y algunos accesorios, ya que solo le interesaba agregar el terreno a su propia propiedad. A pesar del dinero recibido por vender la madera y los restos de la finca, sufrió una gran pérdida en la compra, que parece haber estado animada por un sentimiento anticatólico, ya que el duque de Norfolk había sido un destacado aristócrata católico. Después de varios años, las partes sobrevivientes de la casa, es decir, el establo, el ala de servicio y parte del extremo este de la cordillera principal, se reformaron en una nueva mansión (en la foto), que fue arrendada durante varios años por Lord Foley y, posteriormente, por William Isaac Cookson, un fabricante de plomo. En 1890 se vendió en subasta gran parte de la finca; Sir John Robinson, un hombre de negocios de Nottingham, compró la casa y el parque contiguo, quien taló muchos de los árboles maduros para la venta. Fue nombrado Alto Sheriff de Nottinghamshire en 1901.
Desde al menos 1890, la finca ha sido la sede de Worksop Manor Stud, que cría caballos de pura sangre.